# 중앙로 (광주)
 중앙로(Jungang-ro)는 광주광역시 남구 월산동 무진중학교오거리에서 광주광역시 북구 풍향동 서방삼거리까지 이어주는 도로이다.

## 주요 경유지
광주광역시
- 남구 (월산동) - 동구 (충장동 . 계림동) - 북구 (풍향동)

## 노선
| 이름               | 접속 노선                             | 소재지     | 소재지 | 비고 |
| ------------------ | ------------------------------------- | ---------- | ------ | ---- |
| 무진중학교오거리   | 월산로                                | 광주광역시 | 남구   |      |
| 대성초교사거리     | 광주광역시도 제7호선 (독립로)         | 광주광역시 | 남구   |      |
| 중앙대교           |                                       | 광주광역시 | 남구   |      |
|                    | 동구                                  | 광주광역시 |        |      |
| 금남로4가역 교차로 | 광주광역시도 제2호선 (금남로)         | 광주광역시 |        |      |
| 한미쇼핑사거리     | 광주광역시도 제3호선 (제봉로)         | 광주광역시 |        |      |
| 계림오거리         | 광주광역시도 제4호선 (경양로)         | 광주광역시 |        |      |
| 광주고 교차로      | 광주광역시도 제25호선 (구성로) 중흥로 | 광주광역시 |        |      |
| 산장입구사거리     | 광주광역시도 제5호선 (무등로)         | 광주광역시 |        |      |
| 서방사거리         | 국도 제29호선 (서암대로)              | 광주광역시 | 북구   |      |

## 주요 건물 및 시설
- 광주무진중학교 (중앙로 7/월산동 226)
- CU 월산무진점 (중앙로 25/월산동 192-5)
- 새마을금고 서양새마을금고 월산지점 (중앙로 42/월산동 74-2)
- 신협 남광주월산 본점 (중앙로 52/서동 65-33)
- 광주대성우편취급국 (중앙로 66/서동 71-15)
- 새마을금고 서양새마을금고 본점 (중앙로 98/서동 226)
- 광주세무서 (중앙로 154/호남동 39-1)
- 농협 광주축산농협 중앙로지점 (중앙로 157/호남동 35-3)
- 세븐일레븐 광주일등점 (중앙로 162/황금동 5-11)
- NC백화점 웨이브 충장점 (중앙로 163/충장로4가 29-2)
- CGV 광주충장로 (중앙로 163/충장로4가 29-2)
- KT M&S 광주중앙직영점 (중앙로 168/황금동 1-3)
- SK텔레콤 Tworld PS&M대리점 충파점 (중앙로 170/충장로3가 32-4)
- GS25 충장아트점 (중앙로 179/충장로4가 14)
- 이디야커피 광주충파점 (중앙로 180/충장로3가 3-4)
- 광주은행 계림지점 (중앙로 240/동명동 241)
- GS25 동명센트럴점 (중앙로 248/동명동 245-16)
- 새마을금고 대광새마을금고 본점 (중앙로 254/동명동 248-2)
- 광주고등학교 (중앙로 302/계림동 239-1)